# Dimechaux
Dimechaux ist eine französische Gemeinde im Département Nord in der Region Hauts-de-France. Sie gehört zum Arrondissement Avesnes-sur-Helpe, zum Kanton Fourmies und zum Gemeindeverband Cœur de l’Avesnois.

## Geografie
Die Gemeinde Dimechaux liegt im Regionalen Naturpark Avesnois, elf Kilometer südöstlich von Maubeuge und neun Kilometer westlich der Grenze zu Belgien. Umgeben wird Dimechaux von den Nachbargemeinden Choisies im Norden, Solrinnes im Osten, Lez-Fontaine im Südosten, Dimont im Süden und Westen sowie Wattignies-la-Victoire und Obrechies im Nordwesten.

## Bevölkerungsentwicklung
| Jahr                       | 1962 | 1968 | 1975 | 1982 | 1990 | 1999 | 2008 | 2013 | 2020 |
| Einwohner                  | 194  | 167  | 193  | 267  | 280  | 274  | 338  | 370  | 326  |
| Quellen: Cassini und INSEE |      |      |      |      |      |      |      |      |      |

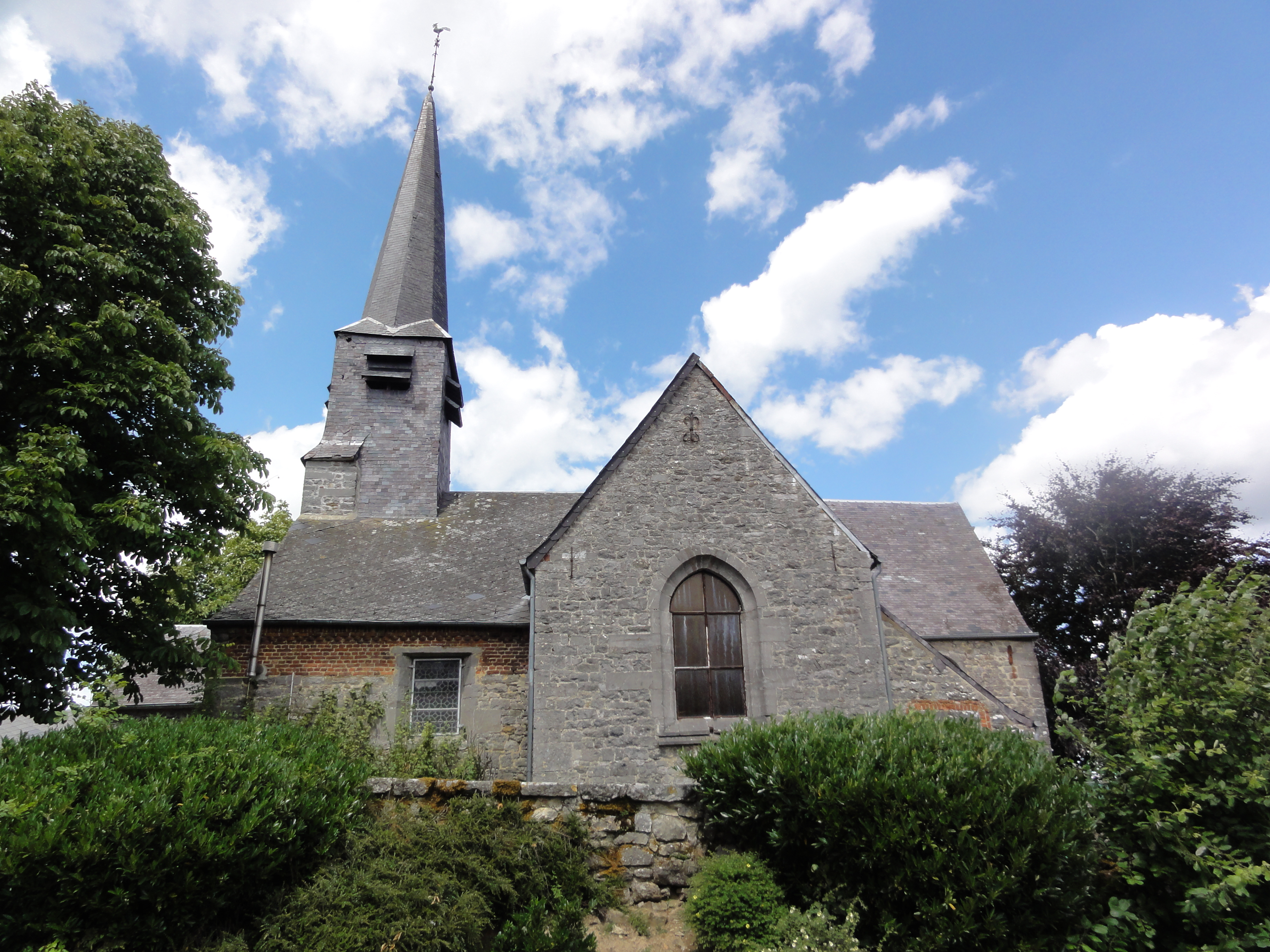
Kirche Saint-Maurice
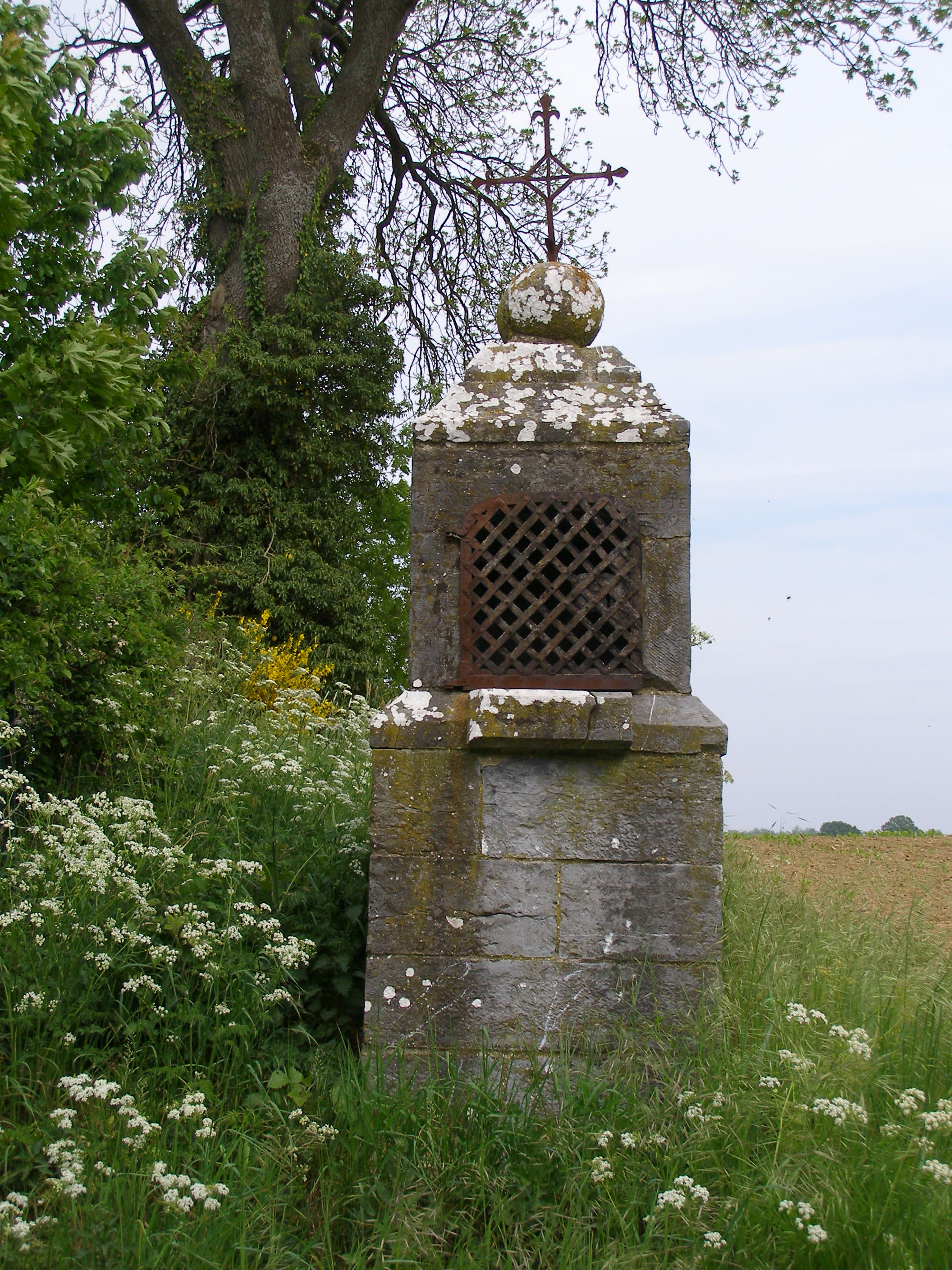
Bildstock
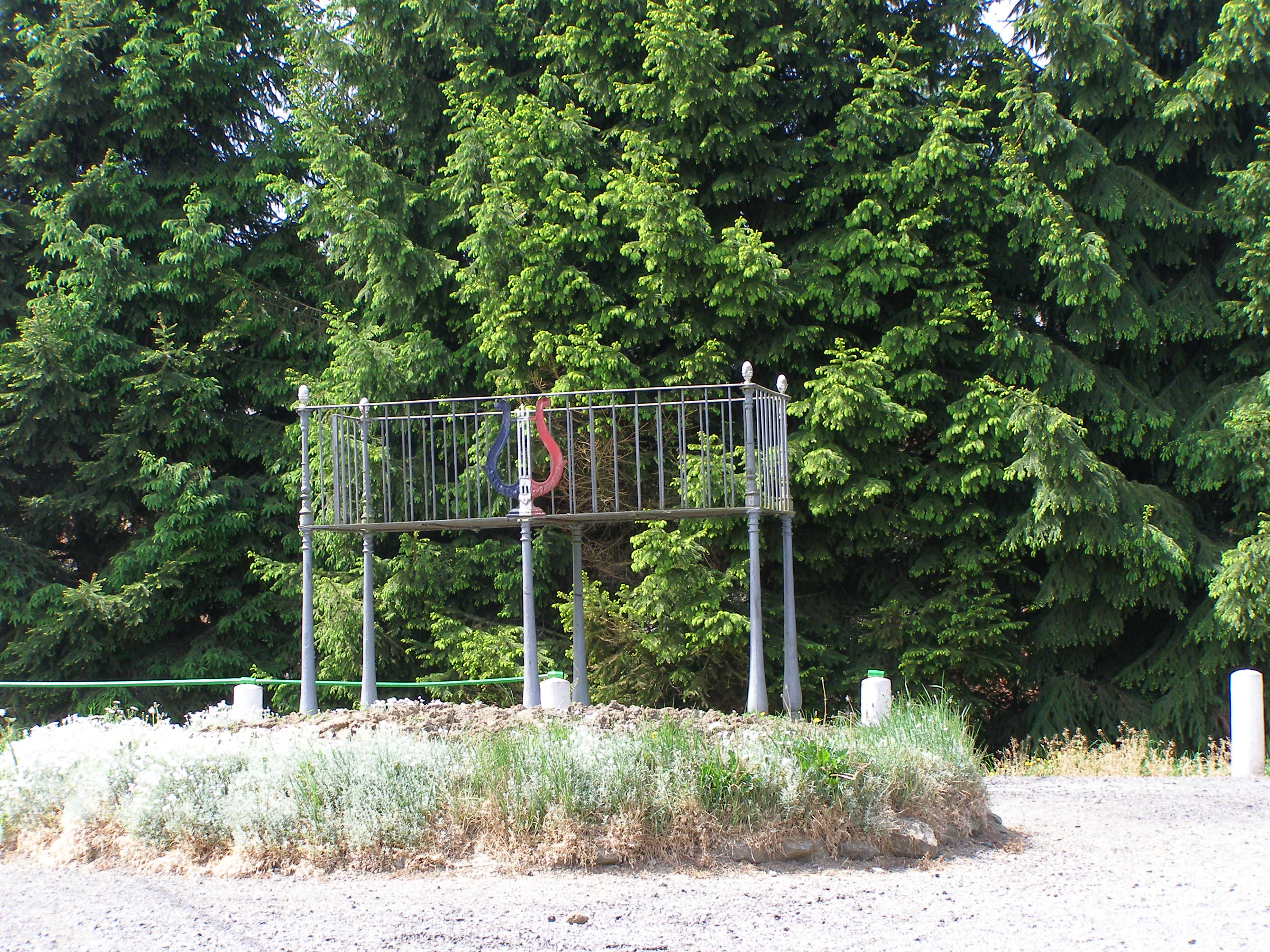
Konzertplatz